# Наджи Салих
Наджи Сулейман Салих (на македонска литературна норма: Наџи Сулеjман Салих; на албански: Naxhi Sulejman Salih) е политик от Социалистическа република Македония.

## Биография
Роден е на 25 януари 1920 г. в град Охрид. Изучава столарски занаят, а по-късно завършва школа за резбари в Охрид. След навлизането на българските войски във Вардарска Македония емигрира в Албания и там се включва в комунистическата съпротива. През ноември 1943 г. се включва в първа македонско-косовска ударна бригада, която действа в Западна Македония в Италианската окупационна зона. От 1946 до 1967 г. работи в органите на държавна сигурност. В периода 1967 – 1974 г. е депутат в Събранието на СРМ. От 1974 до смъртта си на 31 март 1975 е член на първото Председателство на СРМ.